# Hem till dig
Hem till dig är det svenska dansbandet Larz-Kristerz fjärde studioalbum, släppt 18 februari 2009. På albumet återfinns studioversioner av flera av bandets tolkningar från Dansbandskampen 2008 .
Redan vid skivsläppet den 17 februari, som ägde rum på en nedlagd OKQ8-bensinstation i Älvdalen belägen i samma hus som Porfyr- och Hagströmmuseet, hade albumet sålts i 50.000 exemplar, och därmed sålt över platina. Utöver platinaskivorna mottog bandet vid detta tillfälle även tre Hagströmgitarrer som ett tack för sina insatser för att hålla minnet av AB Albin Hagströms produktion av musikinstrument levande.. Den 24 mars 2009 meddelade bandet via sin hemsida att Hem till dig sålt dubbel platina. Albumet har sålts i över 100 000 exemplar. 
27 februari-13 mars 2009 toppade albumet den svenska albumlistan.
Medverkar på Albumet gör, Kent Lindén, Orgel och körsång, Trond Korsmoe, Elgittar, Stefan Nykvist, Sång,piano och dragspel, Mikael Eriksson som trummis, Morgan Korsmoe på bas, Peter Larsson, sång och kompgitarr.
Larz-Kristerz vann en grammis vid  Grammisgalan 2010 i klassen Årets Dansband för albumet Hem till dig.. 

## Låtlista
1. Carina - 3.16
2. Purple Rain - 2.47
3. Hem till dig- 3.33
4. Sweet Child o' Mine - 2.43
5. Regniga natt - 3.41
6. I Love Europe - 3.01
7. Corrine, Corrina - 3.16
8. Visst é dé så - 3.15
9. Hold on Tight - 2.54
10. Eva (strippan från Trosa) - 2.37
11. Yester-Me, Yester-You, Yesterday - 3.13
12. We're Not Gonna Take It - 3.13
13. Papaya Coconut - 3.37
14. Last Date - 3.18

## Listplaceringar
| Lista (2009) | Topplacering |
| ------------ | ------------ |
| Norge        | 17           |
| Sverige      | 1            |

### Fotnoter
1. 1 2 3  Placering på den svenska albumlistan
2. ↑  ”Mora Tidning om Larz-Kristerz realeaseparty”. Arkiverad från originalet den 21 februari 2009. https://web.archive.org/web/20090221063706/http://www.dt.se/noje/skivor/article401284.ece. Läst 21 februari 2009.
3. ↑  ”Mora Tidning från Larz-Kristerz realeaseparty”. Arkiverad från originalet den 21 februari 2009. https://web.archive.org/web/20090221005542/http://www.dt.se/noje/article401274.ece. Läst 21 februari 2009.
4. ↑  larzkristerz.com om försäljningsframgången[död länk]
5. ↑  blt.se om Larz-Kristerz försäljningsframgångar[död länk]
6. ↑  www.larzkristerz.se om Grammisnomineringen 2009 Arkiverad 13 augusti 2010 hämtat från the Wayback Machine.
7. ↑  ”Grammis”. Arkiverad från originalet den 17 mars 2012. https://web.archive.org/web/20120317055524/http://www.ifpi.se/wp/wp-content/uploads/100428-lc-vinnare-genom-%C3%A5ren.pdf. Läst 1 maj 2011.
8. ↑  Listplacering